# 三谷 (小惑星)
三谷（みたに、3289 Mitani）は小惑星帯に位置する小惑星。ハイデルベルクでドイツの天文学者カール・ラインムートが発見した。

## 名称
花山天文台で彗星や小惑星を観測した天文学者、三谷哲康（1926年 - 2004年）に因んで命名された。
名称は、この小惑星の同定にあたったH. Oishiによって提案され、小惑星回報 (MPC) 15426 で公表された。